# 光照寺 (笠間市)
光照寺（こうしょうじ）は、茨城県笠間市にある真宗大谷派の寺院。

## 前史
開基の教名房実念の祖父である庄司基真は、ある日、鹿島灘で流木を発見し、屋敷に持ち帰った。その夜、基真は夢の中で老人が現れ「この流木は天竺仏生国（現・インド）から流れ着いた霊木である。子孫に伝えて雑な利用をすべからず。」と告げられた。その後、基真の子の庄司基員と孫の実念は浄土真宗宗祖親鸞に帰依することになった。

## 歴史
1214年（建保2年）、親鸞は当地に立ち寄り、拠点となる寺を創建した。この故事により、当寺は「関東お草鞋ぬきの聖跡」と呼ばれている。そして親鸞は自ら阿弥陀如来像を彫りたいと実念に告げた。実念は祖父より伝わる霊木を差し出し、親鸞はその木で自刻の阿弥陀如来像を完成させた。この像を前にして親鸞は『教行信証』を執筆したという。

## 文化財
- 木造阿弥陀如来立像（茨城県指定有形文化財 昭和60年3月25日指定）[3]
- 絹本著色聖徳太子略絵伝（笠間市指定文化財）[4]

## 交通アクセス
- 笠間駅より徒歩20分。